# Lounská pahorkatina
Lounská pahorkatina je geomorfologický okrsek na jihozápadě Hazmburské tabule, ležící v okrese Louny v Ústeckém kraji.

## Poloha a sídla

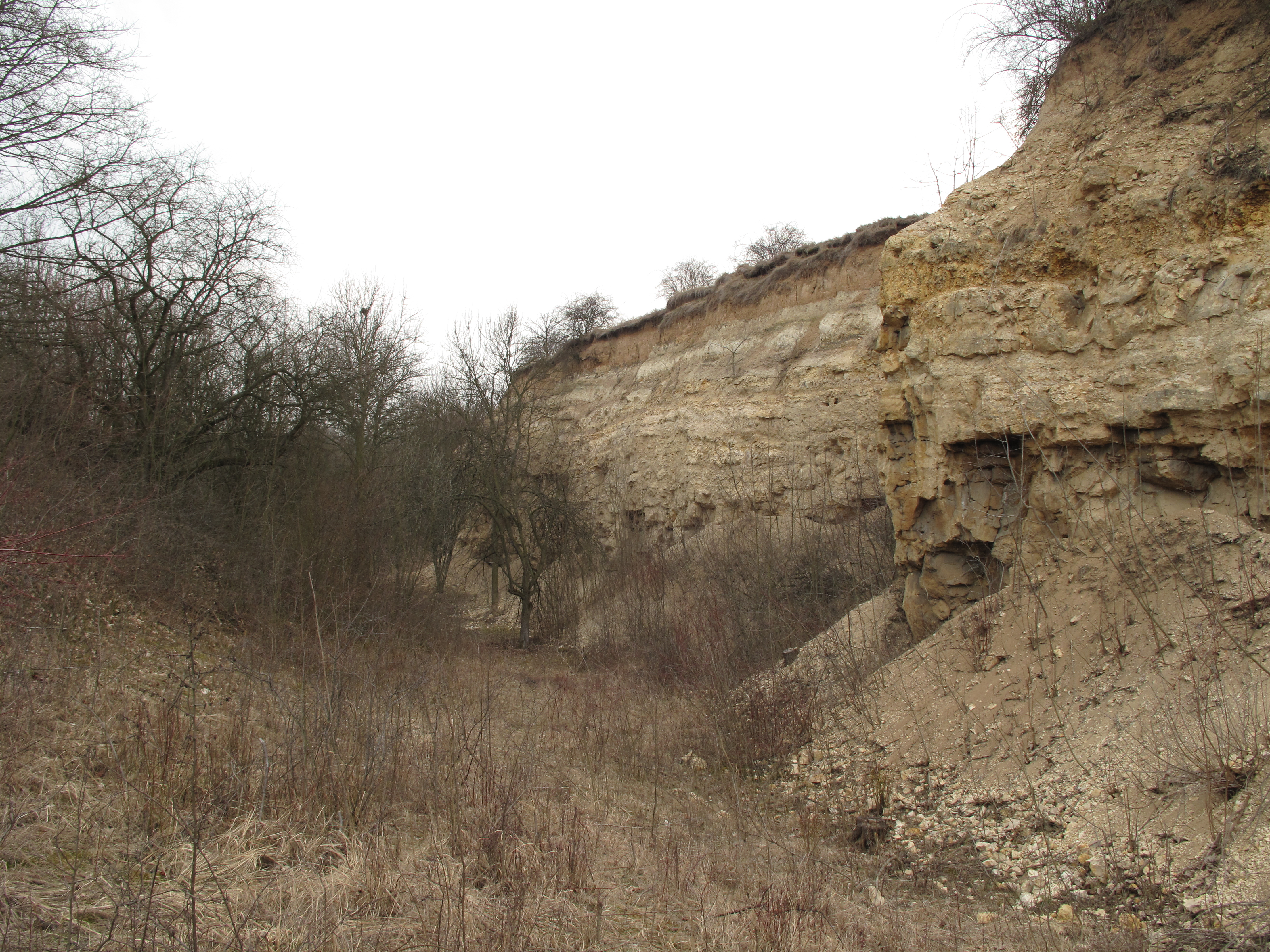
PP Miocenní sladkovodní vápence

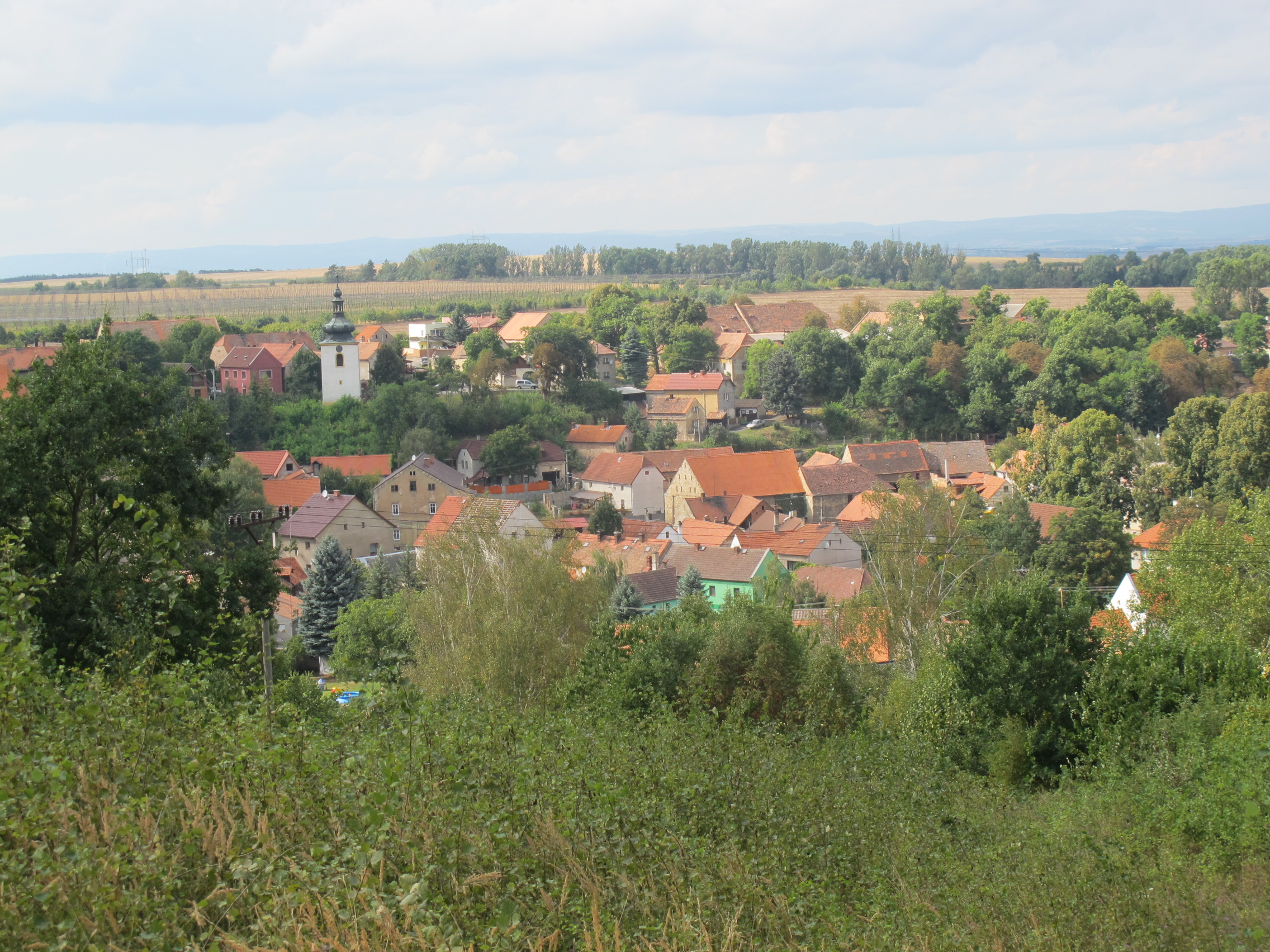
Hřivice v údolí Hasiny

Území okrsku se nachází zhruba mezi sídly Louny (na severu), Chlumčany (na východě), Brodec (na jihovýchodě), Hřivice a Třeskonice (na jihu), Kluček a Liběšice (na jihozápadě) a Březno (na severozápadě). Uvnitř okrsku leží větší částí okresní titulní město Louny a větší obce Cítoliby, Tuchořice, Jimlín, Lipno a Líšťany.

## Geomorfologické členění
Okrsek Lounská pahorkatina (dle značení Jaromíra Demka VIB–1A–3) náleží do celku Dolnooharská tabule a podcelku Hazmburská tabule. Dále se člení na podokrsky Zbrašínská pahorkatina na jihu a východě, Cítolibská pahorkatina osově protínající centrální část a Březenská pahorkatina na severozápadě.
Pahorkatina sousedí s dalšími okrsky Dolnooharské tabule (Smolnická stupňovina na východě, Dolnooharská niva na severu) a s celky Džbán na jihu, Rakovnická pahorkatina na jihozápadě a Mostecká pánev na západě.

## Významné vrcholy
- Draha (355 m), Zbrašínská pahorkatina
- Ovčí vrch (317 m), Zbrašínská pahorkatina
- Blšanský Chlum (293 m), Cítolibská pahorkatina
- Na Kamenici (264 m), Cítolibská pahorkatina
- Březenský vrch (237 m), Březenská pahorkatina
- Mělce (223 m), Březenská pahorkatina

Nejvyšším bodem okrsku je vrstevnice (390 m) ve Zbrašínské pahorkatině, při trojmezí s celky Džbán a Rakovnická pahorkatina.